# Červenohorský potok
Der Červenohorský potok (deutsch Rotebergwasser) ist ein linker Nebenfluss der Bělá in Tschechien.

## Verlauf
Das Červenohorský potok entspringt östlich des Červenohorské sedlo (Rote-Berg-Sattel) im Altvatergebirge. Seine Quelle befindet sich an der Nordlehne des Sattels zwischen der Velký Klínovec (Käuligwiese, 1.163 m) und dem Výrovka (Katzenstein, 1.167 m). Auf seinem zunächst nach Norden führenden Lauf bildet der Bach zwischen dem Velký Klín (Großer Käuligberg, 1.177 m), den Jeřáb (Käulig-Steine, 1.076 m) und dem Červená hora (Roter Berg, 1.333 m) eine tiefe Schlucht, in der die Chata Rusalka liegt. Danach wendet sich das Červenohorský potok nach Nordosten und erreicht bei der Drátovna (Drahthütte) das Tal der Bělá (Biele). Im Ortsteil Horní Domašov (Ober-Thomasdorf) der Gemeinde Bělá pod Pradědem (Waldenburg) mündet er nach sechseinhalb Kilometern in die Bělá.
Linksseitig führt im Tal des Červenohorský potok die Staatsstraße I/44 von Bělá pod Pradědem in einer Serpentinenstrecke auf den Červenohorské sedlo.

## Zuflüsse
- Hluboký potok (l), Chata Rusalka
- Černý potok (l), Drátovna